# Kandia Kouyaté
Kandia Kouyaté, född 1959 i Kita i Mali är en malisk jelimuso (kvinnlig griot) som sjunger och spelar kora. Hon sjunger främst kärleksballader och lovsånger från sina hemtrakter och har fått hederstiteln ngara.
Kouyaté växte upp i en musikerfamilj där fadern spelade balafon och modern var sångerska. Hon sjöng i en lokal musikgrupp som tonåring och flyttade till Bamako efter skolan. Hon gifte sig med en musiker och sjöng på privata fester. Kouyaté slog igenom efter en privat konsert i Abidjan i Elfenbenskusten 1980, som bandades och gavs ut på kassett. Hon spelade in två skivor 1983 och hennes första CD Kita Kan släpptes 1999.
Redan på 1980-talet sjöng hon med kvinnliga körer och det inspirerade bland andra Mory Kante och Salif Keïta till att sjunga tillsammans med kvinnor. År 1999 turnerade hon i Europa med en grupp västafrikanska musiker och Sekouba Bambino och Oumou Dioubaté från Guinea och besökte bland annat Sverige.
Kandia Kouyaté fick en stroke 2004 och var sjuk i flera år, men har sedan 2015 både spelat in en ny skiva och sjungit med supergruppen Les Amazones d'Afrique.

## Diskografi
- 1999 Kita Kan
- 2002 Biriko
- 2015 Renascence